# Adam Czyż
Adam Czyż (ur. 18 stycznia 1990) – polski judoka.
Były zawodnik UKJ Ryś Warszawa (2004–2016). Dwukrotny brązowy medalista mistrzostw Polski seniorów (2010 w kat. do 73 kg, 2012 w kat. do 81 kg). Ponadto m.in. młodzieżowy wicemistrz Polski 2011. Posiadacz licencji sędziowskiej IJF Continental.